# Drew Fuller
Andrew Alan Fuller més conegut com a Drew Fuller (19 de maig de 1980), és un actor estatunidenc nascut i criat a Atherton, Califòrnia.
Fuller va ser descobert per un agent quan tenia 12 anys, després que un amic de la família ho posara en la coberta de la revista d'UCLA (Universitat de Los Angeles). Després de decidir esperar alguns anys, Drew va entrar en el món dels models a l'edat de 16 anys, convertint-se ràpidament en un model superior per a les companyies més prestigioses, com ara Tommy Hilfiger, Prada i el club Med. La seua bona aparença i físic el van ajudar a fer la transició als anuncis comercials fàcilment, participant en molts d'ells, incloent el J. Crew, Subway i Toyota i Pepsi, front de Britney Spears.
Drew Fuller interpreta el paper de Chris, el xic de vint-i-dos anys que arriba des del futur en Charmed. Al principi, Chris apareix com el nou guia blanc de les tres germanes, després que Leo s'anara. No obstant això, amb el pas dels capítols, descobrirem que la veritable missió de Chris és protegir Wyatt, atès que el futur d'aquest misteriós xic està governat per la màgia negra, encapçalada per un Wyatt corrupte pel mal. I el que és més important, finalment sabrem que Chris és, ni més ni menys, el germà menut de Wyatt i fill no nat encara de Piper i Leo. Durant la sisena temporada, que és on apareix, el xic haurà de lluitar per unir els seus pares, a qui la seua arribada del futur va separar.
Fuller també personificà Rod Farrell (criminal de la vida real) en Vampire Clan. Va fer d'assassí que creia que era un vampir i va matar brutalment una família innocent a Florida en 1996.
La seua següent pel·lícula, The One, acaba de guanyar el premi a Millor Audiència en el Festival de la Pel·lícula de Sundance (Sundance Film Festival).
Altres crèdits de pel·lícula inclouen Angels don't sleep Here i Close Call.
La sèrie de televisió Charmed, produïda pel famós Aaron Spelling, va ser la que va llançar Drew Fuller a la fama. Gràcies a aquesta sèrie, la cara d'aquest jove actor es va fer més reconeguda en els països d'emissió, especialment en Estats Units, així com en països d'Europa, entre ells l'estat espanyol, Anglaterra i Itàlia.

## Filmografia
- The Circuit (2007).... Kid Walker
- Powers TV Series (2007/2008)....Ryan Anderson
- Blonde Ambition (2007).... Billy
- Loaded (2007).... Brendan
- Army Wives (2007).... Trevor LeBlanc
- The Ultimate Gift (2006).... Jason Stevens
- Final Contract (2006).... David Glover
- Close Call (2004).... Sam
- Black Sash (2003) TV Series.... Nick Reed
- Home of the Brave (2002) TV Series.... Justin Briggs
- Vampire Clan (2002).... Rod Ferrell
- One (2001).... Cole
- Angels Don't Sleep Here (2001).... Teenage Jesse
- Voodoo Academy (2000).... Paul St. Clair

## Televisió
- Huff…. En el paper de "Josh" en l'episodi: "A Cornfield Grows In L.A" (14 de maig de 2006)
- Access Hollywood.... "El mateix" (7 de gener de 2005)
- On-Air with Ryan Seacrest.... "El mateix" (10 de maig de 2004)
- The Wayne Brady Show.... "El mateix" (11 de març de 2004)
- The Sharon Osbourne Show.... "El mateix" (9 de desembre de 2003)
- Good Day Live.... "El mateix"(14 de novembre de 2003)
- Charmed.... Chris Perry (Chris Halliwell)(2003-2006)
- E! News Live.... "El mateix" (7 d'agost de 2003)
- The O.C.… en el paper de "Norland" episodi: "Pilot" (5 d'agost de 2003)

## Altres aparicions
- Ringside - Video musical 'Tired Of Being Sorry' (2005)
- Lindsay Lohan - Video musical 'Over' (2005)
- Jennifer Love Hewitt - Video musical 'Barenaked' (2002)
- The Calling - Video musical 'Wherever You Will Go' (2002)